# فولفغانغ فريتش
فولفغانغ فريتش (بالألمانية: Wolfgang Fritsch)‏ هو عالم رياضي ‏ ألماني، ولد في 4 أغسطس 1949.

## وصلات خارجية
- فولفغانغ فريتش على موقع الاتحاد الدولي للتجديف (الإنجليزية)